# Potere al Popolo!
Potere al Popolo! è un movimento politico italiano di sinistra radicale ed estrema sinistra, lanciato nel dicembre 2017 come lista elettorale in vista delle elezioni politiche e delle regionali nel Lazio del 4 marzo 2018 e costituitosi in organizzazione politica autonoma tra l'ottobre 2018 e il gennaio 2019.

## Storia

### Fondazione
Il centro sociale Je so' pazzo di Napoli dà il via alla fondazione di Potere al Popolo nel marzo 2015, quando un gruppo di studenti, lavoratori e disoccupati decide di realizzare, in un ex ospedale psichiatrico giudiziario abbandonato, laboratori per i ragazzi del quartiere, doposcuola, un asilo nido e spazi gioco per le famiglie con bambini della zona, accanto alle attività ludiche di autosostentamento, concerti e cineforum, con modalità completamente gratuite basate sul mutualismo solidale.
Negli anni le loro attività si allargano e diversificano nel sociale (arrivando a comprendere anche un ambulatorio sociale e attività di controllo popolare sui centri d'accoglienza e sulla regolarità del voto ai seggi) e l'idea di costituire un partito e/o una lista era già in gestazione da anni nelle idee degli attivisti del centro sociale, tanto che già lo Je so' pazzo Festival 2016, tenutosi a Napoli a settembre, aveva come titolo «Costruire il potere popolare». L'anno successivo lo stesso festival aveva come titolo «Potere al Popolo!», il nome del futuro movimento.

### Elezioni politiche del 2018
In vista delle elezioni politiche del 4 marzo 2018 Je so' pazzo accoglie l'appello lanciato nel giugno 2017 da Anna Falcone e Tomaso Montanari per la creazione di un nuovo polo alternativo alla sinistra del Partito Democratico che aggregasse realtà varie. 
All'assemblea del 18 giugno 2017 al Teatro Brancaccio di Roma però si consuma la rottura tra gli esponenti moderati di Sinistra Italiana, Possibile, e Articolo Uno, e l'ala radicale rappresentata dai collettivi, tra i quali quello del centro sociale napoletano Je so' pazzo, del Partito Comunista Italiano, e altri. In seguito all'accordo elettorale raggiunto tra i vertici di Sinistra Italiana, Possibile e Articolo Uno per formare una lista comune, poi nota come Liberi e Uguali, siglato al di fuori del processo costituente del Brancaccio, Falcone e Montanari decidono di annullare l'assemblea nazionale prevista il 18 novembre 2017, terminando il cosiddetto "percorso del Brancaccio".
Gli attivisti di Je so' pazzo decidono quindi di indire una nuova assemblea nazionale il 18 novembre 2017 per la costruzione di un movimento che desse rappresentanza alle battaglie sociali e alle idee di singoli, centri sociali, associazioni e partiti che si sentivano senza rappresentanza. All'appello si presentano quasi 800 persone, tra cui rappresentanti di molte associazioni (come Eurostop e Clash City Workers) e partiti (come il Partito della Rifondazione Comunista, il Partito Comunista Italiano e Sinistra Anticapitalista), gettando le basi per la presentazione della futura lista. All'assemblea nazionale del 17 dicembre 2017 viene ufficializzato il nome della lista e una struttura organizzativa per costruire un movimento che andasse oltre la scadenza elettorale. All'assemblea Viola Carofalo (ricercatrice di filosofia presso l'Università degli Studi di Napoli "L'Orientale" e attivista di lungo periodo di Je so' pazzo) viene scelta come portavoce e poi nominata ufficialmente quale capo del movimento il 6 gennaio 2018.
La lista viene quindi infine appoggiata da diversi partiti politici: Rifondazione Comunista, Partito Comunista Italiano, Sinistra Anticapitalista, Partito del Sud, Rete dei Comunisti, Risorgimento Socialista, Democrazia Atea e Movimento RadicalSocialista. La lista include o ha incluso anche altri piccoli partiti, movimenti politici, centri sociali, sindacati, associazioni e comitati locali, tra cui Clash City Workers, Movimento Pirata Rivoluzionario, Eurostop (piattaforma sociale a sua volta composta, tra gli altri, da Rete dei Comunisti, dal PCI e dall'Unione Sindacale di Base) e membri dei movimenti No TAV, No TAP, No MUOS e No TRIV.
Alle elezioni la lista ottiene l'1,13% dei voti per la Camera e l'1,05% per il Senato, non riuscendo a conquistare alcun seggio parlamentare.
Alle elezioni regionali in Lazio candida alla Presidenza della Regione la ginecologa femminista Elisabetta Canitano, che ottiene l'1,41% mentre la lista l'1,31%, non eleggendo alcun consigliere.

### Abbandono del PCI e Sinistra Anticapitalista
Il 18 marzo 2018 il Teatro Italia di Roma è sede dell'assemblea nazionale del movimento in cui decide di portare avanti il proprio programma.
Dal 6 all'8 luglio 2018 si svolge a Orvieto il primo congresso del Partito Comunista Italiano, che in tale occasione abbandona ufficialmente Potere al Popolo!.
Il 4 ottobre 2018 la Direzione Nazionale di Sinistra Anticapitalista annuncia con un documento di non aderire alla seguente fase di strutturazione di Potere al Popolo!, pur manifestando l'intenzione di mantenere un proficuo rapporto fra organizzazioni diverse.

### Fase costituente e abbandono di Rifondazione Comunista e del Partito del Sud
Dal 6 al 9 ottobre 2018 si svolgono le votazioni su piattaforma LiquidFeedback per la scelta dello statuto. Sono sottoposte al voto due proposte di statuto elaborate dai membri del coordinamento nazionale, successivamente emendate tramite la discussione nelle assemblee territoriali rispettivamente sostenute dall'Ex-Opg ed Eurostop e da Rifondazione; risulta vincitrice la prima con l'82% dei voti.
L'assemblea nazionale che segue la votazione dello statuto è convocata a Roma per il 20-21 ottobre 2018.
Il 28 ottobre 2018 il Comitato Politico Nazionale del Partito della Rifondazione Comunista approva un documento con cui decide di abbandonare il percorso di costituzione di Potere al Popolo! modificando la linea politica precedentemente intrapresa.
La rottura tra Rifondazione da una parte, ed Ex-Opg ed Eurostop dall'altra, si consuma sulle strategie future del partito: Rifondazione punta ad un'alleanza, un cartello elettorale delle diverse sigle della sinistra politica alternativa al PD, mentre Ex-Opg ed Eurostop spinsero per trasformare Potere al Popolo in un soggetto politico unitario e autonomo che rappresenti i movimenti sociali radicali e di opposizione.
Con un documento del Consiglio Direttivo Nazionale del 29 ottobre seguente anche il Partito del Sud–Meridionalisti Progressisti esce dal processo costitutivo di Potere al Popolo!.

### I portavoce nazionali e programma
Potere al Popolo! si struttura e dopo una votazione degli iscritti sulla piattaforma in rete il 12 gennaio 2019 elegge come portavoce nazionali Viola Carofalo e Giorgio Cremaschi. Contestualmente la base viene interpellata in previsione delle elezioni europee del 2019 e, con il 73% dei votanti, decide che il movimento deve partecipare a tale appuntamento elettorale. Tramite un'ulteriore votazione svolta in rete tra il 24 e il 26 gennaio si decide di continuare il percorso verso le europee cercando dei punti di convergenza con la coalizione lanciata dal movimento di Luigi de Magistris, bocciando invece la proposta di collaborazione con il Partito Comunista Italiano. Potere al Popolo! ha invece partecipato ai tavoli programmatici portando quattro punti ossia: rottura dei trattati dell'Unione europea, rottura della NATO, rottura col Partito Democratico anche a livello locale e protagonismo femminile. In seguito all'impossibilità di trovare un accordo con gli altri soggetti della sinistra e al conseguente ritiro di De Magistris, il Coordinamento Nazionale di Potere al Popolo! ha deciso di non partecipare alle elezioni europee, concentrandosi invece sul lavoro di radicamento territoriale e su alcune elezioni locali.
Rispetto alla crisi politica che porta alla nascita del governo Conte II, Potere al Popolo si dichiara da subito all'opposizione. Alle elezioni regionali in Umbria del 2019, presenta la candidatura di Emiliano Camuzzi in alleanza col PCI. A causa degli scarsi risultati elettorali (0,32% Potere al Popolo e 0,87% candidato presidente), PaP non eleggerà alcun rappresentante in consiglio regionale.
Alle elezioni comunali del 2019 a Livorno, Potere al Popolo presenta una lista in appoggio alla candidatura a sindaco di Marco Bruciati insieme alla lista civica Buongiorno Livorno. Il candidato ottiene il 14,30% dei voti, mentre la lista di PaP ottiene il 4,99% e in totale vengono eletti tre consiglieri: un seggio per Buongiorno Livorno, uno per Potere al Popolo e uno al candidato Bruciati.
Il 4 novembre 2019, con decisione all'unanimità del Consiglio Direttivo Nazionale, il Movimento RadicalSocialista abbandona Potere al Popolo!.

### Le regionali del 2020
Partecipa all'Assemblea nazionale della Sinistra di Opposizione lanciata da PCI, Sinistra Anticapitalista e PCL, insieme a PRC e altri partiti.
Alle elezioni regionali in Emilia-Romagna del 2020 presenta la candidatura autonoma di Marta Collot, proponendo un salario minimo di 9 euro l'ora per i lavoratori del pubblico e in appalto e l'abolizione della legge regionale urbanistica accusata di favorire la cementificazione. Potere al Popolo, in questa tornata elettorale, si ferma allo 0,37%.
Alle elezioni regionali in Campania Potere al Popolo corre da solo candidando Giuliano Granato, proponendosi come forza di controllo popolare sulla spesa in regione e criticando la gestione della pandemia di Covid19 da parte dell'amministrazione di De Luca. A queste elezioni ottiene l'1,2% dei voti.

### Il cambio dei portavoce, l'arrivo in parlamento e la partecipazione a Unione Popolare
L'8 maggio 2021 Viola Carofalo e Giorgio Cremaschi annunciano di non voler ricandidarsi come portavoce. A seguito delle elezioni per la scelta dei nuovi portavoce avvenute tra il 7 e l'11 maggio vengono eletti Giuliano Granato e Marta Collot.
Il 13 maggio 2021 Democrazia Atea annuncia l'uscita dalla formazione.
Il 20 luglio 2021 il senatore Matteo Mantero aderisce al partito, costituendo nel gruppo misto la componente "Potere al Popolo (PaP)".
Nel settembre 2021 Potere al Popolo è anche fra i promotori del referendum per la cannabis legale.
Alle elezioni amministrative di ottobre 2021 Potere al Popolo entra a far parte delle coalizioni di sinistra (mantenendo liste separate) che sostengono Angelo d'Orsi a Torino e Alessandra Clemente a Napoli, presentando propri candidati sindaco a Milano, Roma e Bologna. Nelle contemporanee elezioni regionali in Calabria sostiene la candidatura di Luigi de Magistris, all'interno di una lista con altre sigle della sinistra e della sinistra radicale. Ottiene il suo miglior risultato a Bologna, dove la candidata sindaca Marta Collot arriva al 2,49% delle preferenze (e la lista arriva al 2,29%). L’8 febbraio 2022 nasce la componente del Gruppo misto alla Camera "Manifesta-PaP!-PRC-SE", formata da quattro deputate indipendenti fuoriuscite dal M5S e a cui il PRC e PaP! hanno prestato il simbolo, ovvero Simona Suriano, Doriana Sarli, Silvia Benedetti e Yana Chiara Ehm.
In vista delle elezioni politiche anticipate del 25 settembre 2022 il partito contribuisce alla lista Unione Popolare con DemA di Luigi De Magistris (indicato come capo politico), Rifondazione Comunista e la componente parlamentare ManifestA. La lista otterrà l'1,43% alla Camera e l'1,36% al Senato non riuscendo così ad eleggere alcun rappresentante in Parlamento.

### Elezioni europee e regionali del 2024
Tra il 4 e il 14 gennaio 2024 si tengono le elezioni per il rinnovo del coordinamento nazionale, che vedono la riconferma di Collot e Granato a portavoce nazionali.
Alle elezioni regionali in Sardegna del 2024, PaP è inizialmente parte di un tentativo di creare una lista comune e alternativa con Rifondazione Comunista, PCI, ProgReS, Indipendèntzia Repùbrica de Sardigna e RossoMori. Tuttavia la decisione di Rifondazione, ProgReS e iRS di appoggiare la candidatura di Renato Soru con i partiti centristi Azione, Italia Viva e +Europa e quella dei RossoMori di presentare la candidatura autonoma di Lucia Chessa porta Potere al Popolo a ritirarsi dalla corsa alle regionali.
Alle elezioni europee del 2024, a seguito della decisione di Rifondazione di non presentarsi con Unione Popolare ma con la lista Pace Terra Dignità promossa da Michele Santoro, il 29 marzo PaP dichiara sospesa l'esperienza di UP. Il 28 aprile in un comunicato il coordinamento nazionale chiede agli elettori di Potere al Popolo di votare a favore di Ilaria Salis, antifascista incarcerata in Ungheria, nelle circoscrizioni in cui si sarebbe presentata con Alleanza Verdi e Sinistra, nonostante permanga l'opposizione di PaP alla stessa AVS. In sostituzione alla partecipazione elettorale il 1º giugno Potere al Popolo, insieme a varie realtà studentesche, sociali, lavorative e pro-Palestina, tra cui Unione Sindacale di Base e Partito della Rifondazione Comunista, dà vita a Roma alla manifestazione "Contro il Governo Meloni - Basta sfruttamento, fascismo e guerre" con un corteo di migliaia di persone per protestare contro il concomitante comizio di Fratelli d'Italia e l'operato del Governo Meloni in campo economico, sociale e internazionale.
Alle regionali in Piemonte Potere al Popolo!, Rifondazione Comunista, Sinistra Anticapitalista, ManifestA e una componente di indipendenti rappresentanti della società civile sostengono Francesca Frediani, consigliere regionale del gruppo Movimento 4 Ottobre - Unione Popolare ed eletta per due volte con il Movimento 5 Stelle, nella lista Piemonte Popolare, che però si ferma all’1,5% senza eleggere consiglieri.
Alle regionali in Liguria ed Emilia-Romagna dell’autunno dello stesso anno PaP, Rifondazione e PCI si presentano con un'unica lista a sostegno di Nicola Rollando (Per l'Alternativa, 0,87%) e Federico Serra (Emilia-Romagna per la Pace, l'Ambiente e il Lavoro, 1,94%), mentre in Umbria PaP e PCI si presentano con una lista unica per Martina Leonardi (Insieme per un'Umbria Resistente, 0,53%) senza Rifondazione.

### Infiltrazione da parte dell'antiterrorismo tra il 2024 e il 2025
Tra maggio e giugno 2025, insieme al quotidiano Fanpage.it, il movimento rende nota un'inchiesta che ha scoperto l'infiltrazione di 5 agenti dell'antiterrorismo (ossia, la Direzione centrale della polizia di prevenzione) tra le città di Roma, Napoli, Bologna e Milano nelle sue fila tramite le organizzazioni giovanili vicine al movimento, Cambiare Rotta e Collettivo Autorganizzato Universitario (CAU), denunciando la cosa come un attacco alle libertà democratiche in Italia. Dopo alcune iniziali smentite da fonti di polizia, il governo ha confermato l'operazione durante un'interrogazione parlamentare, almeno per quanto riguarda le organizzazioni giovanili, sostenendo che fosse un'attività legata alla prevenzione rispetto a possibile turbative dell'ordine e della sicurezza pubblica.

## Ideologia
Nel suo programma si definisce appartenente alla sinistra sociale e politica, anticapitalista, antiliberista, ambientalista, comunista, socialista, femminista, laica, pacifista, libertaria e meridionalista.
Scopo del movimento consiste nella creazione di «democrazia reale attraverso le pratiche quotidiane, le esperienze di autogoverno, la socializzazione dei saperi, la partecipazione popolare». Tra le proposte principali figura un salario minimo di almeno 10 euro l'ora legato all'inflazione e ai risultati sindacali dopo portata in Parlamento tramite la raccolta firme di Unione Popolare per una legge di iniziativa popolare in materia.
Rappresentanti del suo Coordinamento Nazionale hanno inoltre descritto Potere al Popolo! come un'organizzazione che deve "preparare le condizioni per una situazione rivoluzionaria" tramite strumenti come le Case del Popolo, azioni mutualiste e campagne di lotte per i diritti dei lavoratori e dei territori seguendo il modello dell'Ex OPG Je so' pazzo per "ricomporre la classe lavoratrice e ricostruire una vita collettiva" come "elementi fondamentali della pratica socialista.
I leader dell'Ex OPG Je so' pazzo hanno annoverato tra le ispirazioni principali Antonio Gramsci e le Pantere Nere, definendosi comunisti.
Nel contesto del conflitto israelo-palestinese della guerra di Gaza denuncia il sionismo e Israele come un "regime coloniale e di apartheid" e si schiera a supporto del popolo palestinese e di figure della resistenza palestinese come Marwan Barghuthi e il Fronte Popolare per la Liberazione della Palestina.
Potere al Popolo! è inoltre contro misure come autonomia differenziata, definendo i servizi "distrutti dalla regionalizzazione" e affermando la necessità di una "Sanità pubblica e di qualità [...] dove i livelli di decisionalità territoriale, che per noi sono necessari al pari della centralizzazione su alcune strutture decisive del paese, vengano riportati sotto controllo popolare". Sempre sul fronte della spesa sociale si batte contro l'invio di armi a Ucraina e Israele, definendo l'industria bellica e il quadro NATO come cause delle politiche di austerità italiane, a danno delle classi popolari italiane.

### Relazioni internazionali e sostegno
Potere al Popolo! si è ispirato all'organizzazione Momentum che sostiene Jeremy Corbyn del Partito Laburista britannico e alla francese La France Insoumise, il cui capo politico Jean-Luc Mélenchon ha parlato di «un'avventura comune per la costruzione di un'alternativa popolare per l'Europa».
La lista ha inoltre ottenuto il sostegno di diverse figure pubbliche, tra cui Sabina Guzzanti, Vandana Shiva, Ken Loach, Citto Maselli, Vauro , Renzo Ulivieri, Moni Ovadia, Camila Vallejo, Jean-Luc Mélenchon, Sahra Wagenknecht e il presidente della Bolivia Evo Morales.
Potere al Popolo! ha inizialmente aderito all'appello «Ora il Popolo! Per una rivoluzione democratica in Europa» lanciato da Melenchon, Pablo Iglesias Turrión e Catarina Martins, rispettivamente a nome di La France Insoumise, Podemos e Blocco di Sinistra, in cui si propone la costruzione di un movimento popolare internazionale per la difesa dei diritti e della sovranità dei popoli contro l'ordine europeo che viene giudicato «vecchio, ingiusto e sotto scacco».
Successivamente la forza politica italiana aderente a "Ora il Popolo!" è diventata Sinistra Italiana, mentre Potere al Popolo! ha aderito invece all'Assemblea Internazionale dei Popoli, organizzazione che riunisce forze come il Partito per il Socialismo e la Liberazione statunitense, il Partito dei Lavoratori tunisino e il Movimento dos Trabalhadores Rurais Sem Terra brasiliano.

## Composizione della lista elettorale
Oltre che dal centro sociale Je so' pazzo, alle elezioni politiche del 2018 la lista era composta da diversei partiti e organizzazioni:
| Partito | Partito                                    | Ideologia              | Leader             | Adesione         |
| ------- | ------------------------------------------ | ---------------------- | ------------------ | ---------------- |
|         | Rete dei Comunisti (RdC)                   | Comunismo              | Luciano Vasapollo  | 26 novembre 2017 |
|         | Risorgimento Socialista (RS)               | Socialismo democratico | Franco Bartolomei  | 18 dicembre 2017 |
|         | Sinistra Anticapitalista (SA)              | Comunismo              | Franco Turigliatto | 5 dicembre 2017  |
|         | Partito della Rifondazione Comunista (PRC) | Comunismo              | Maurizio Acerbo    | 18 dicembre 2017 |
|         | Movimento RadicalSocialista (MRS)          | Socialismo libertario  | Katia Belillo      | 18 dicembre 2017 |
|         | Partito del Sud (PdS)                      | Meridionalismo         | Natale Cuccurese   | 24 dicembre 2017 |
|         | Partito Comunista Italiano (PCI)           | Comunismo              | Mauro Alboresi     | 2 gennaio 2018   |
|         | Democrazia Atea (DA)                       | Socialismo libertario  | Carla Corsetti     | 28 gennaio 2018  |

Molti di questi partiti non hanno aderito a Potere al Popolo! quando questo si è trasformato in un movimento politico strutturato, o lo hanno abbandonato in seguito.

### Altri membri
La lista include o ha incluso anche altri piccoli partiti, movimenti politici, centri sociali, sindacati, associazioni e comitati locali, tra cui Clash City Workers, Movimento Pirata Rivoluzionario, Eurostop (piattaforma sociale a sua volta composta, tra gli altri, da Rete dei Comunisti, dal Partito Comunista Italiano e dal sindacato Unione Sindacale di Base) e membri dei movimenti No TAV, No TAP, No MUOS e No TRIV.

## Iscritti
- 2018: 9 546[15]

## Assemblee nazionali
- 1° Assemblea nazionale «Costruiamo una lista popolare alle prossime elezioni!» (Teatro Italia, Roma, 18 novembre 2017)[143]
- 2° Assemblea nazionale «Abbiamo accettato la sfida! Costruiamo una lista popolare per le prossime elezioni politiche!» (Teatro Ambra Jovinelli, Roma, 17 dicembre 2017)[144]
- 3° Assemblea nazionale (Teatro Italia, Roma, 18 marzo 2018)[145]
- 4° Assemblea nazionale «Continuare, migliorare, crescere.» (Ex OPG Occupato Je so' pazzo, Napoli, 26–27 maggio 2018)[146]
- 5° Assemblea nazionale (Roma, 20–21 ottobre 2018)[147]
- 6° Assemblea nazionale «È il momento di organizzarsi!» (Roma, 23 giugno 2019)[148][149]
- 7° Assemblea nazionale "Cresciamo per vincere" (Roma, 28 maggio 2022)[150]
- 8° Assemblea nazionale "Nella notte ci guidano le stelle!" (Roma, 10 giugno 2023)[151]
- 9º Assemblea nazionale "Organizzare il futuro" (Roma, 15 marzo 2025)[152]

## Portavoce nazionali
A seguito della fase costituente lo statuto di Potere al Popolo!, ispirandosi al Partito dell'Unione Democratica del Rojava, prevede due portavoce: una donna e un uomo. Sono eletti direttamente dall'Assemblea Nazionale tramite la piattaforma LiquidFeedback e restano in carica per due anni.
Alla fine del loro mandato possono ricandidarsi per altre due volte consecutive, in modo da coprire al massimo un arco di sei anni. Quindi sono costretti a cedere il posto e possono eventualmente ripresentarsi solo in seguito. Nel caso il o la portavoce non possa più svolgere la sua funzione, si procede a nuova votazione.
| Portavoce                          | Periodo                          |
| ---------------------------------- | -------------------------------- |
| Viola Carofalo                     | 6 gennaio 2018 – 12 gennaio 2019 |
| Viola Carofalo e Giorgio Cremaschi | 12 gennaio 2019 – 12 maggio 2021 |
| Marta Collot e Giuliano Granato    | 12 maggio 2021 – in carica       |

## Risultati elettorali
| Elezione       | Elezione | Voti               | %                  | Seggi   |
| -------------- | -------- | ------------------ | ------------------ | ------- |
| Politiche 2018 | Camera   | 370.320            | 1,13               | 0 / 630 |
| Politiche 2018 | Senato   | 319.094            | 1,05               | 0 / 315 |
| Politiche 2022 | Camera   | In Unione Popolare | In Unione Popolare | 0 / 400 |
| Politiche 2022 | Senato   | In Unione Popolare | In Unione Popolare | 0 / 200 |